# ぁまのじゃく
「ぁまのじゃく」は、2009年4月に結成されたスマイレージが同年6月7日に発売したインディーズデビューシングル。

## 概要
発売を記念し、同年6月13日 - 27日にハロー!プロジェクトオフィシャルショップ各店にてCD購入者を対象とした抽選イベントが行われた。

## 収録曲
1. ぁまのじゃく
  - 作詞・作曲：つんく　編曲：藤澤慶昌
2. ぁまのじゃく (Instrumental)

## シングルV
2009年7月19日に発売された、上記作品のシングルDVD。

### 収録内容
1. ぁまのじゃく (MUSIC CLIP)
2. メイキング映像

特典
- 「Hello! Project 2009 SUMMER 革命元年 〜Hello! チャンプル〜」コンサート会場購入特典
  - A5サイズ8ページ仕様「S/mileage Guide」

## 参加メンバー
- 1期：和田彩花、前田憂佳、福田花音、小川紗季

## 参加ミュージシャン
ぁまのじゃく
- プログラミング：藤澤慶昌
- コーラス：CHINO